# TopoFlight
TopoFlight es un programa de planificación tridimensional de vuelos fotogramétricos que ha sido concebido por un equipo de expertos del sector cartográfico y que desde 2003 está siendo utilizado por diferentes empresas de todo el mundo. El programa se utiliza para planificar la distribución de pasadas (fajas) de las líneas de vuelo con la ayuda proporcionada por un Modelo digital del terreno (MDT). La información relativa al plan de vuelo puede ser transferida directamente al sistema de gestión del vuelo de la cámara (por ejemplo, ASCOT or CCNS4) permitiendo la estimación de costes del vuelo y el resto de productos fotogramétricos, así como de los propios parámetros del vuelo (altura de vuelo, solapes longitudinales y transversales) con la ayuda de una hoja de cálculo como Microsoft Excel. También puede ser utilizado para el control de calidad de los parámetros del vuelo, una vez realizado el mismo, a través de la importación de la información de los centros de proyección de las imágenes capturadas. La versión actual del programa es la 7.

## Historia desde 2003 a 2009
Versión 7
- En mayo de 2009, se comercializa la versión 7, la más actual, para todos los usuarios.
- En 2008, el Prof. Dr. Jorge Delgado (Departamento de Ingeniería Cartográfica, Geodésica y Fotogramétrica de la Universidad de Jaén) realiza en el Congreso Internacional de Ingeniería Geomática y Topográfica celebrado en Valencia (España) una presentación oral de un trabajo desarrollado en colaboración con otros especialistas de su grupo de investigación y de Klaus Budmiger (de Flotron AG). (ver contribución 22 en el Congreso Internacional de Ingeniería Geomática y Topográfica)

Versión 6
- La versión 6 introduce el paso del empleo de procesadores de 32 bits al empleo de procesadores de 64 bits. La versión 6 beta fue distribuida en enero de 2008 entre los usuarios para ser sometida a un periodo pruebas durante el mes de febrero y finalmente en el mes de abril fue distribuida como versión 6 definitiva comenzando su comercialización en mayo de 2008. Esta versión introduce además nuevas funcionalidades como la posibilidad de realizar medidas en pies en sistemas de coordenadas geográficas (latitud y longitud) y la posibilidad de realizar exportación a Google Earth, incorporando más formatos de archivos y un nuevo sistema de gestión de los proyectos. Por último, señalar que incorpora un nuevo sistema que permite realizar el cálculo de los solapes transversales de una forma más rápida, la presentación de la retícula de coordenadas, la planificación de vuelos con sensor LIDAR y la comprobación automática de disponibilidad de nuevas versiones a través de Internet. En esta versión se introduce la protección del software mediante una llave USB (Aladdin).

Versión 5
- En 2007 se distribuye la versión 5 de TopoFlight. Esta versión permite la realización de proyecciones usando el Sistema de Coordenadas Universal Transversal de Mercator (en inglés UTM) a la vez que modifica las funciones de importación del MDT eliminando la necesidad de importar los datos sin realizar la reproyección previa del MDT. La versión 5 podía planificar sólo en coordenadas proyectadas pero los resultados de las líneas de vuelo y de las posiciones de los centros de proyección se proporcionaban en lat/long. Este problema se modificó en la versión 6.
- Otro problema que se detectó en la versión 5 era la imposibilidad de realizar planificaciones de vuelo en una zona con forma de silla de montar. En estos casos, era necesario el empleo de la herramienta de romper línea para modificar las nuevas líneas ajustándolas a la zona de interés. Después de realizar esta operación se podía realizar la numeración de las mismas.

Versión 4
- La versión 4 fue la primera versión disponible a la venta para el público.

Versión 1
- En 2003, se desarrolla la primera versión de TopoFlight creada fundamentalmente para uso interno de profesionales y técnicos especialistas.

## Formatos de Archivo
TopoFlight trabaja con un sistema de múltiples capas. Las planificaciones de vuelo generadas se almacenan en el conocido formato shape (ESRI/ARC VIEW).
Se pueden utilizar mapas y ortoimágenes como archivos de referencia cartográfica. La información adicional que debe utilizarse es:
- Mapas topográficos u Ortoimágenes del área
- Límites de la zona a volar
- Posición de puntos de apoyo y comprobación preexistentes
- Mapas de navegación de vuelo
- Etc.

Los archivos de referencia pueden ser empleados en los formatos siguientes:
- SHAPE (.shp) de ESRI
- DXF de AutoCAD
- DGN de Bentley Microstation
- TIFF con cabecera tfw para todos los ficheros raster

## Características
Mejor ajuste en la altura de vuelo– Permite el cálculo de la altura de vuelo óptima para obtener la imagen de la escala deseada, así mismo proporciona las escalas máximas y mínimas para una determinada zona para una cierta altura de vuelo considerando el relieve de la zona a partir del MDE.
Transformaciones de coordenadas – Es posible la realización de operaciones de transformación de coordenadas del sistema local a otro sistema (por ejemplo, WGS84).
Determinación de los centro de proyección – El sistema proporciona información sobre las coordenadas de cada centro de proyección con las escalas de la imagen y solape longitudinal.
Cálculo de la zona efectivamente cubierta por las imágenes de cada pasada (faja)
Superficie de solape transversal – Cálculo de la zona de solape transversal entre dos pasadas (fajas) de vuelo vecinas.
Estimación de costes – Permite obtener la estimación de costes del vuelo y de los productos fotogramétricos a un archivo Excel. Los formatos de la información pueden ser modificados por el usuario. 
Lista de coordenadas – Es posible transferir los parámetros de vuelo a un archivo Excel. Los formatos de la información pueden ser modificados por el usuario.
Puntos de apoyo y comprobación – Es posible importar y etiquetar puntos de apoyo y comprobación preexistentes en la zona. También es posible realizar la planificación de la distribución de puntos de apoyo sobre la planificación del vuelo con un solo clic del ratón, obteniendo las coordenadas del punto que medir en campo. 
Exportando el plan de vuelo – El plan de vuelo puede ser exportado a diferentes formatos que permiten su incorporación en muchos otros programas como, por ejemplo, archivos formato SHAPE, formato DXF, o formato TIFF con cabecera TFW.
Transferencia a sistemas de gestión de vuelo – Las coordenadas pueden ser exportadas a los programas más comunes de gestión de vuelo como ASCOT, CCNS, o TrackAir.
Comprobación del solape longitudinal para los procesos de aerotriangulación – Permite la comprobación del cumplimiento del solape longitudinal mínimo a nivel de pasadas (fajas).
Crea catálogos de vuelos e imágenes – Las coordenadas de los centros de las imágenes junto con una imagen reducida de vuelos existentes pueden ser leídos en Topoflight para disponer de cátalogos de vuelos e imágenes disponibles, proporcionando la información de sus parámetros básicos (centro de proyección, escalas y solapes).

## Usuarios
TopoFlight se utiliza actualmente en 19 países de todo el mundo, incluyendo los Estados Unidos de América, Canadá, Alemania, Italia, España, Brasil, México y otros.
- 3001 Inc. USA
- Aerial Imaging Inc. Canadá
- Aerial Surveys International LLC. USA
- Aero-Graphics Inc. USA
- Aero-Metric USA
- Aeronike SRL Italia
- AGIS Austria
- Astec Alemania
- ATLIS Geomatics Inc. Canadá
- BAE Systems USA
- BASE Brasil
- BC Hydro Transmission Engineering Canadá
- Blom Deutschland GmbH Alemania
- Blom Geomatics AS Noruega
- Departamento de Transporte de California (CALTRANS) USA
- COWI A/S Dinamarca
- Digital Mapping Inc. USA
- Fachhochschule Nordwestschweiz Suiza
- FB Engineering Noruega
- Filanda Inc. Canadá
- Finn Map Finlanda
- Flotron Suiza
- Forest Mapping Management Austria
- Foto Flight Surveys Ltd Canadá
- Fugro-MAPS Geosystems UAE
- GeoEye MJ Harden USA
- Geofoto Croacia
- Global Remote Sensing Inc. Canadá
- HyVista Australia
- I.K.Curtis Services USA
- Integrated Mapping Technologies Inc. Canadá
- James W Sewall Company USA
- Korea Forest Research Institute Corea del Sur
- L.Robert Kimball and Associates USA
- Mapcon Mapping Canadá
- McKenzieSnyder USA
- Metria Suecia
- NZ Aerial Mapping Ltd. Nueva Zelanda
- Photogrammetrie Perrinjaquet Suiza
- Rambøll Mapping AS Noruega
- Richard Crouse & Associates USA
- Selkirk Remote Sensing Ltd. Canadá
- Sistemas de Información Geográfica S.A. México
- Southern Resources Mapping Corp. USA
- SpecTIR USA
- Stewart International USA
- Surdex USA
- Swisstopo Suiza
- TerraLink International Ltd. Nueva Zelanda
- Tragsa España
- Trigonet AG Suiza
- Universidad de Jaén, España
- Universidad de Oviedo, España
- University of Zagreb Croacia
- Utah State University USA
- Vermessung AVT ZT Austria
- Vision Air Research USA
- Washington Dept.of Transportation USA
- Washington State Dept.of Natural Resources USA